# 가 (수정위)
가(加, ? ~ ?)는 전한 후기의 관료이다. '가'는 이름자로, 성씨는 알 수 없다.

## 행적
감로 4년(기원전 50년), 중산상에서 수(守)정위로 승진하였다.

## 출전
- 반고, 《한서》 권19하 백관공경표 下

| 전임 전청천 | 전한의 수정위 기원전 50년 ~ 기원전 49년? | 후임 해연년 |